# Boquilla de Babisas
Boquilla de Babisas är en ort i Mexiko.   Den ligger i kommunen San Francisco de Conchos och delstaten Chihuahua, i den nordvästra delen av landet, 1 100 km nordväst om huvudstaden Mexico City. Boquilla de Babisas ligger 1 274 meter över havet och antalet invånare är 1 185.
Terrängen runt Boquilla de Babisas är platt åt sydost, men åt nordväst är den kuperad. Runt Boquilla de Babisas är det mycket glesbefolkat, med 3 invånare per kvadratkilometer. Boquilla de Babisas är det största samhället i trakten. Omgivningarna runt Boquilla de Babisas är i huvudsak ett öppet busklandskap.